# Antonio Krapovickas
Antonio Krapovickas (1921 - 2015 ) foi um botânico e engenheiro agrônomo argentino.
Em 1948 Krapovickas formou-se como engenheiro agrônomo na Universidade de Buenos Aires.
Em 1945, o engenheiro agrônomo Rafael García Mata, Diretor Geral de Investigações Agrícolas do Ministério da Agricultura e Pecuária da Nação encomenda Arturo Enrique Ragonese organizar o "Instituto de Botânica Agrícola", onde permanece até a criação do Instituto Nacional de Tecnología Agropecuária (INTA) em 1956. Como diretor, reune um grupo de pesquisadores botânicos, entre os quais se destacam Antonio Krapovickas, Ángel Lulio Cabrera, Alberto Soriano, M. Sívori, Armando Theodoro Hunziker, Milan Jorge Dimitri e A. Marzocca, com importantes contribuições nas Ciências Biológicas. Sobre a base do herbário de  Spegazzini estruturaram e ampliaram  um estudo e edição da flora regional, criando uma secção de publicação  sobre cultivos; em terrenos do Ministério em Castelar, (atual Complexo Castelar INTA).
Krapovickas começou a lecionar em 1949 como Professor de Genética e Botânica Sistemática na Universidade Nacional de Córdoba. Mais tarde seria Professor de Anatomia Vegetal na Universidade Nacional de Tucumán.
Em 1964, se mudou para  Corrientes aceitando um cargo na Universidade Nacional do Nordeste (UNNE), com Cátedra no Departamento de Botânica e Ecologia em 1977. Também fundou os "Jardins Botânicos da Universidade, Instituto de Botânica do Nordeste ou  Ibone, com sua esposa, a Dra. Carmen L. Cristóbal, onde ambos marcaram uma época sendo ele Presidente da Sociedade Genética e ela Presidente da Sociedade de Botânica, da Argentina.
Os estudos de Krapovickas estão centrados na taxonomia da família Malvaceae, e na biologia das espécies dos gêneros Arachis (familia Fabaceae). Publicou nestas áreas, 110 artigos, 8 capítulos de livros e uma monografia de  Arachis em coautoria com Walton Carlyle Gregory, que foi muito influente e amplamente citado. Com o gênero Arachis trabalhou em conjunto com o taxonomista Dr. José Francisco Montenegro Valls, da Embrapa Recursos Genéticos do Brasil.
Considerado o principal taxonomista mundial do gênero Arachis, por muitos anos realizou pesquisas conjuntas com o Técnico Agropecuário José Renato Pietrarelli, do INTA Manfredi - Ar. e com o Eng. Ricardo Oscar Vanni do IBONE-Corrientes- Ar.,  em parceria também com o norte americano Charles E. Simpson, da Texas A. & M., com raças mundiais do amendoim comum, Arachis hypogaea L., e com espécies silvestres de Arachis.

## Distinções
- Subsídio Fundação Memorial John Simon Guggenheim, 1953
- Pesquisador Principal CONICET, 1961–1994
- Diretor do Ibone, 1977–1991
- Presidente da Sociedade Argentina de Genética, 1983–1985
- Prêmio Konex em Ciência e Tecnología, 1983
- Prêmio Centro Argentino de Engenheiros Agrônomos, CADIA, 1984
- Membro correspondeente da Botanical Society of America, 1989
- Prêmio em Agronomia Bunge e Born, 1990
- Profesor Emérito na UNNE, 1990

## Publicações
- Krapovickas, A., Walton C. Gregory. Taxonomia del genera Arachis (Leguminosae). Bonplandia 8: 1–186.